# Mihai Eminescu (Botoșani)
Mihai Eminescu é uma comuna romena localizada no distrito de Botoşani, na região de Moldávia. A comuna possui uma área de 87.09 km² e sua população era de 6807 habitantes segundo o censo de 2007.